# Helpmates
Helpmates is een Amerikaanse korte film van Laurel en Hardy uit 1932.

## Verhaal
Ollie heeft een wild feest gegeven en de volgende ochtend is zijn huis één grote rotzooi. Vermanend spreekt hij zichzelf toe in de spiegel. Nadat hij een telegram krijgt dat zijn vrouw onverwacht sneller thuis komt, raakt hij in paniek en vraagt Stan om mee te helpen de rommel op te ruimen. Dat had hij beter niet kunnen doen! Ze maken eerder meer dan minder troep. Nadat Stan de afwas heeft gedaan en alle schone vaat op tafel staat, glijdt Ollie uit en komt op die tafel terecht: het hele servies is aan diggelen. Het verkeerd aanzetten van de oven resulteert in een flinke explosie. Vervolgens zijn Ollie's kleren rijp voor de stomerij omdat er roet en meel op komt; nadat hij zich heeft omgekleed gooit Stan een teil smerig water over zijn schone kostuum. Zijn enige set droge kleren bestaat uit een gala-uniform waarmee hij zijn vrouw van het station gaat ophalen. Later keert hij thuis terug met een blauw oog. Stan heeft ondertussen geprobeerd de haard aan te steken met kerosine waardoor het huis afbrandt. Ollie blijft alleen tussen de puinhopen achter terwijl bovendien een regenbui losbarst.

## Rolverdeling
| Acteur          | Personage            |
| --------------- | -------------------- |
| Stan Laurel     | Stan Laurel          |
| Oliver Hardy    | Oliver "Ollie" Hardy |
| Blanche Payson  | Mrs. Hardy           |
| Robert Callahan | boodschapper         |
| Bobby Burns     | buurman              |

## Citaten
Stan tegen Ollie: "Wie denk je wel wie ik ben? Assepoester? Als ik een greintje verstand had, liet ik je in de steek!"

Ollie antwoordt: "Het is maar goed dat je geen greintje verstand hebt!"